# Maestro di Pedret
Maestro di Pedret (XI secolo – XII secolo) è stato un pittore spagnolo, uno dei più importanti rappresentanti della pittura romanica spagnola.

## Biografia

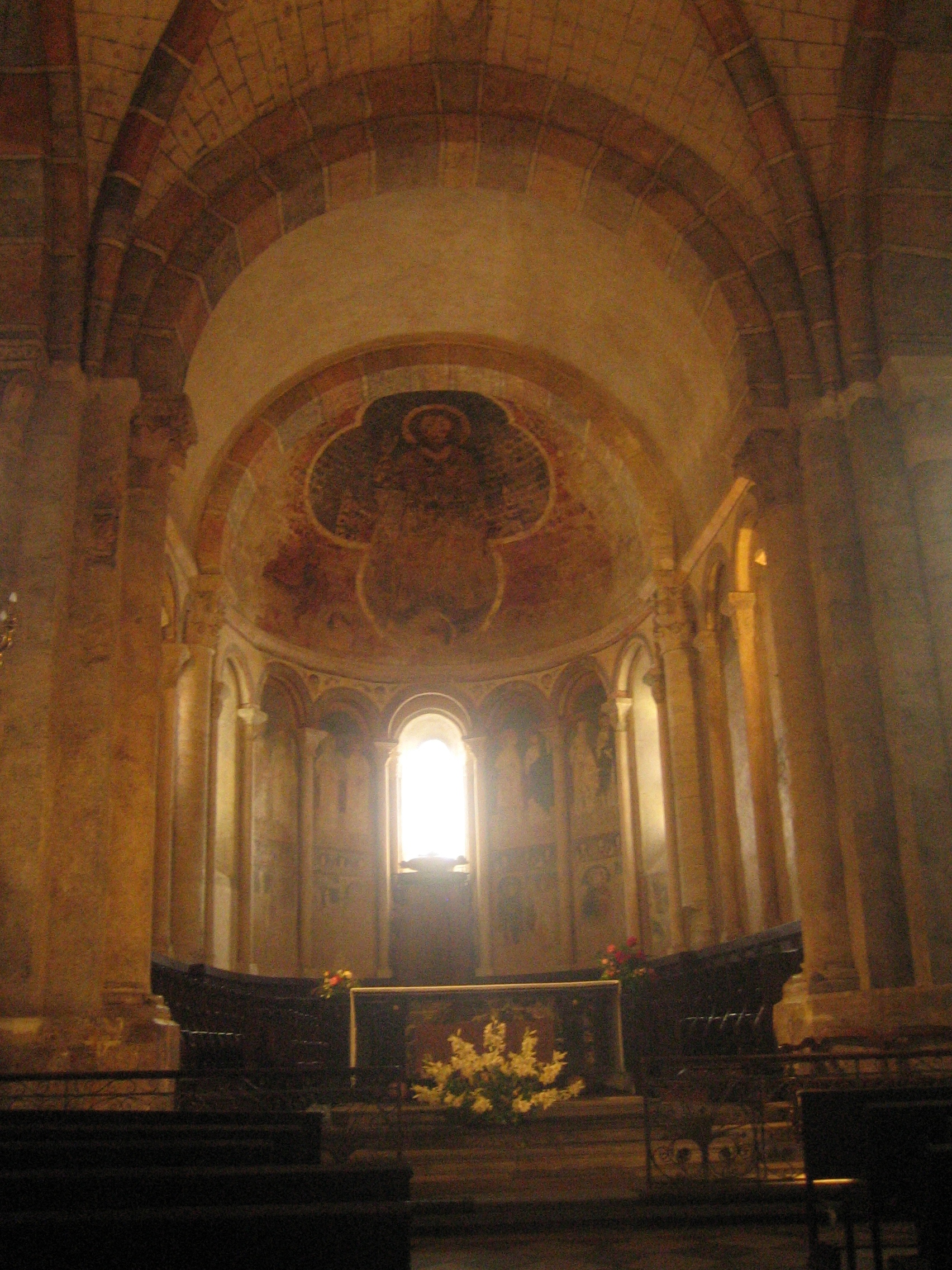
Affreschi nella cattedrale Saint-Lizier a Saint-Lizier (Ariège)

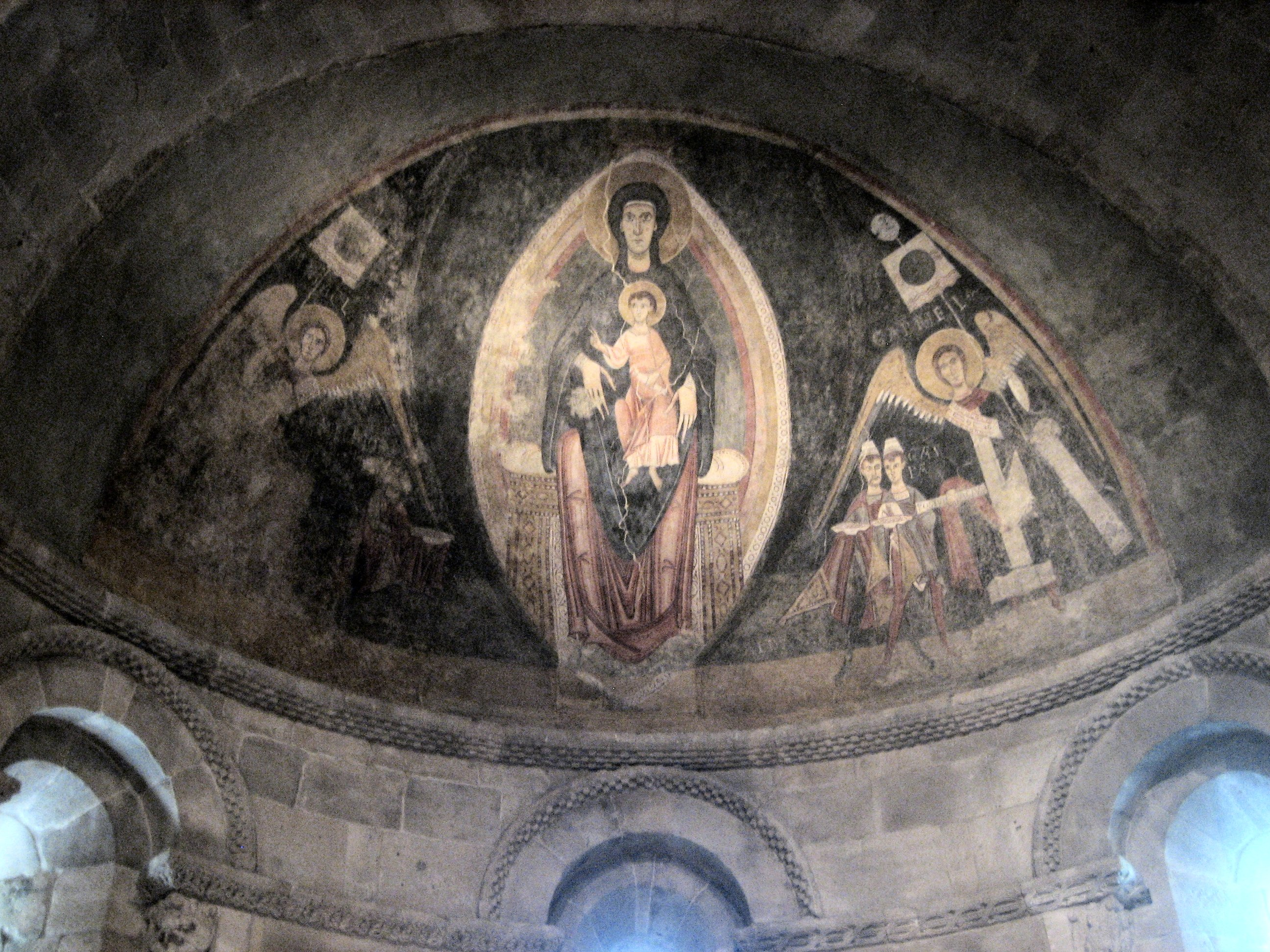
Vergine con il Bambino e ai lati i Magi accompagnati dagli arcangeli Michele e Gabriele, Metropolitan Museum of Art

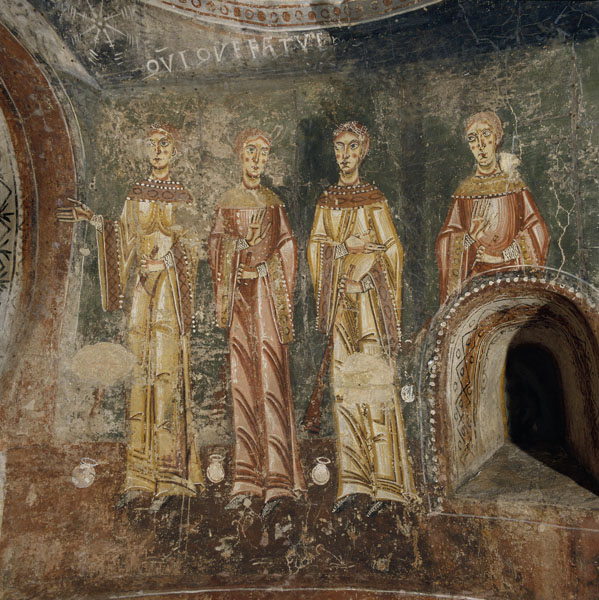
Affresco realizzato per la chiesa di San Quirico di Pedret, Museo nazionale d'arte della Catalogna

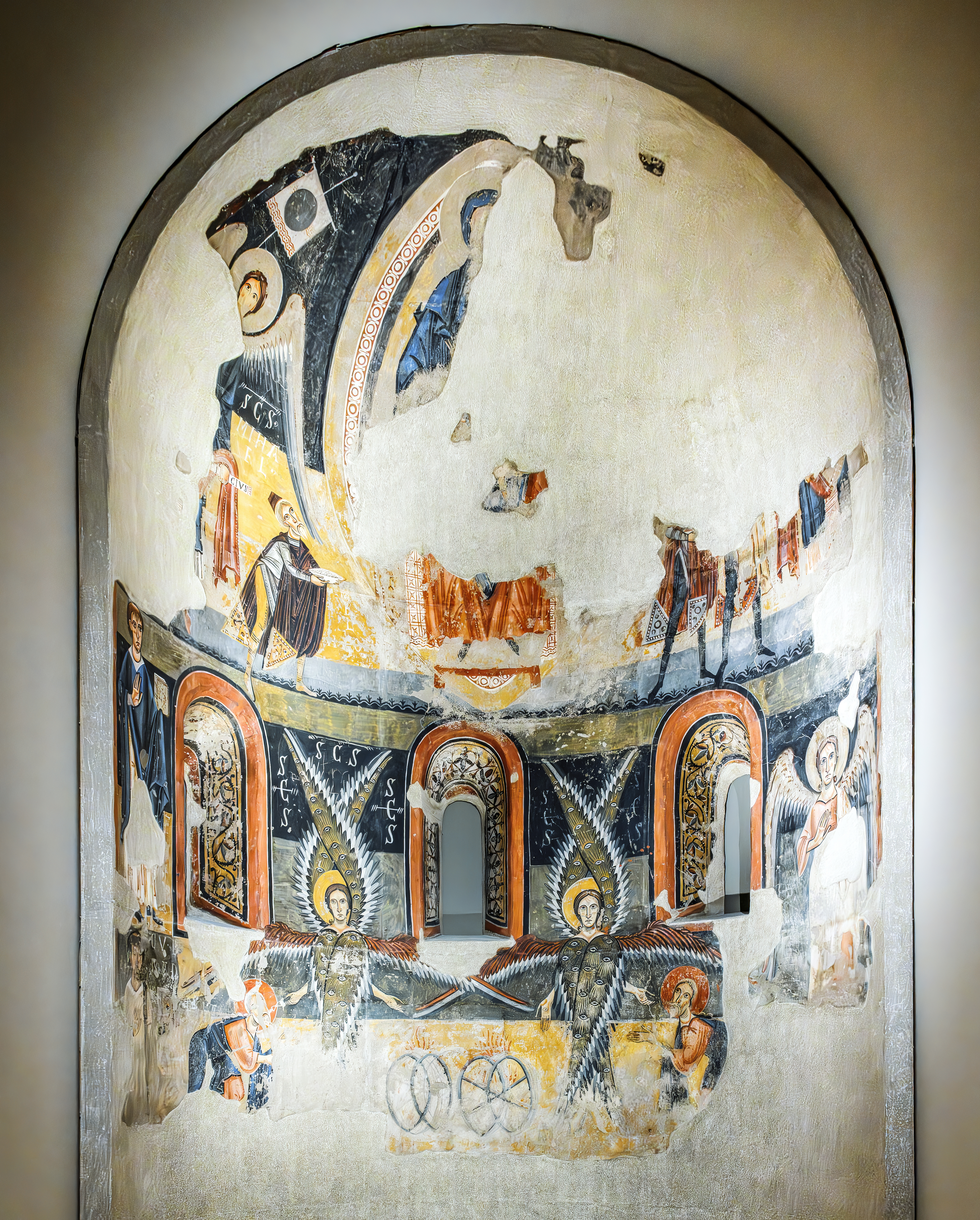
Abside di Santa Maria d'Aneu, Museo nazionale d'arte della Catalogna

Con la denominazione di Maestro di Pedret si indica l'artista spagnolo anonimo, oppure il più significativo di un gruppo di artisti itineranti operanti nelle regioni intorno ai Pirenei, autore degli affreschi della chiesa mozarabica di San Quirico di Pedret, nel municipio di Cercs, in Catalogna, esposti nel Museo diocesano di Solsona e nel Museo nazionale d'arte della Catalogna, contraddistinti dalla figura del Cristo Pantocratore con i Cavalieri dell'Apocalisse e da altre scene, con San Pietro in cathedra, con la Vergine e il Bambino, l'Evangelista Matteo, Caino, il Sacrificio di Abramo, il Martirio dei santi Quirico e Giulitta, oltre che da alcuni elementi che collegano i dipinti con cicli artistici lombardi, tra i quali San Carlo a Prugiasco.
Al Maestro di Pedret sono attribuite numerose opere, tra le quali le pitture della cattedrale di Saint-Lizier (Ariège), diverse opere situate in territori appartenenti, o vicini, alla contea di Pallars Jussà o Pallars Sobirà (Sant Pere di Àger, Sant Pere di Burgal, Santa Maria di Àneu), nella Val d'Aran (Santa Maria de Cap d'Aran).
L'artista fu aderente alla cultura romanica, e in particolare alla corrente italo-bizantina, anche se dimostrò una certa originalità nell'interpretazione delle tematiche e delle forme tradizionali.
L'iconografia, negli argomenti e nella composizione, risulta quella tradizionale , incentrata sulla rappresentazione del Cristo Pantocratore assieme ai simboli degli Evangelisti, la teoria dei Vegliardi e dei Cavalieri dell'Apocalisse, della Pentecoste e della Personificazione della Chiesa con la Vergine.
L'importanza di queste opere risiede nell'interpretazione libera da ogni stile tradizionale, nell'utilizzo di un cromatismo intenso, che include carminio, cinabro, ocra rossa, ocra, giallo, terra di Siena, blu, nero e bianco, nel realismo vivo dei volti delle figure, degli atteggiamenti, delle vesti, nella grande fantasia espressa nella rappresentazione dei Cavalieri dell'Apocalisse o dei cavalieri in volo su fantastici uccelli.
Alcuni critici, quali lo storico dell'arte statunitense Walter William Spencer Cook e quello spagnolo José Gudiol Ricart, attribuiscono al Maestro di Pedret gli affreschi della cupola di Santa Maria di Esterri di Aneu, della chiesa di San Juan de Tredòs, della chiesa di San Pere di Burgal.
Alla collegiata di Sant Pere di Àger e che oggi è in rovina, il Maestro decorò tre grandi nicchie nell'abside centrale con motivi ornamentali, oltre che una raffigurazione dei santi Taddeo e Giacomo, in posizione frontale, con i volti in grande risalto.
Nella chiesa di Santa Maria di Àneu è in buono stato l'abside centrale, la cui decorazione è al Museo nazionale d'arte della Catalogna, costituita dall'Epifania, con gli arcangeli Michele e Gabriele, oltre ai profeti Isaia ed Ezechiele mentre vengono purificati da due serafini.
Il Museo nazionale d'arte della Catalogna conserva anche le decorazioni dell'abside del priorato di Sant Pere di Burgal, nel comune di La Guingueta d'Àneu, incentrate sulla figura del Pantocratore entro una mandorla, con due profeti ai lati, la Vergine seduta con alcuni santi, alla destra la storica contessa Lucia offerente con un cero in mano. In uno dei fregi che dipinse per la chiesa di Sant Pere di Burgal, ha disegnato la famosa corona ferrea di Monza, simbolo della città lombarda, la cui presenza ha indotto gli storici dell'arte a ipotizzare una possibile origine italiana del pittore o comunque la conoscenza dell'arte lombarda e ticinese.
Il Metropolitan Museum of Art conserva le decorazioni della chiesa monastica di Santa Maria de Cap d'Aran, basate sulla figura della Vergine con il Bambino e ai lati i Magi accompagnati dagli arcangeli Michele e Gabriele.
Il Maestro di Pedret risultò attivo, tra la fine dell'XI secolo e gli inizi del successivo, esordendo a Saint-Lizier, proseguendo ad Àger, terminando la sua carriera a Pedret.

## Opere principali
- Abside meridionale da San Quirico di Pedret, Museo Nazionale d'Arte della Catalogna, Barcellona;
- Abside centrale da San Quirico di Pedret, Museo diocesano e regionale di Solsona;
- Abside di Santa María d'Àneu (frammento), Museo Nazionale d'Arte della Catalogna;
- Dipinti di Capo Santa Maria de Cap d'Aran, The Cloisters, New York;
- Abside di Santa Eulalia-Estaon, Museo nazionale d'arte della Catalogna;
- Crocifissione nella chiesa di Santa Eulalia-Estaon, Museo diocesano di La Seu d'Urgell;
- Apostoli di Àger.